# Weselini
Weselini (Leworyb) – polski herb szlachecki z indygenatu.

## Opis herbu
Na tarczy dzielonej w pas, w polu górnym, błękitnym, ostrzew osieczony, wkorzeniony, złoty i przytwierdzony doń na łańcuchu pies z tułowiem ryby, srebrny;
W polu dolnym, błękitnym, ryba, jakby karp, srebrna. 
W klejnocie trzy pióra strusie.

## Najwcześniejsze wzmianki
Zatwierdzony indygenatem dla Franciszka (Ferenca) Wesseliniego 7 kwietnia 1590.

## Etymologia
Weselini to nazwa osobowa nawiązująca do nazwiska indygenowanego. Leworyb to nazwa obrazowa w stosunku do godła z górnego pola herbu.

## Herbowni
Weselini - Wesselini.